# Paulo Simões (futebolista)
Paulo Alexandre Quaresma Simões (Lisboa, 7 de Março de 1973) é um futebolista português, que joga actualmente no Beira Mar Atléctico Clube de Almada.